# شجرة الزيتون (ألبوم)
شجرة الزيتون هو البوم للفنان العراقي كاظم الساهر، تم إصداره عام 1984 من إنتاج شركة الأهرام في البحرين.

## قائمة الأغاني
- احسبها عليا  - 4:27 — من كلمات كاظم الساهر
- الليلة فرح  - 4:20
- أماني  - 3:42
- انا وحبيبي  - 3:49
- على حالي  - 6:08
- خليني ساكت  - 5:47
- شجره الزيتون  - 5:45 — من كلمات أسعد الغريري
- طال السفر  - 4:50
- عابر سبيل  - 8:55 —من كلمات عزيز الرسام
- وحدي محتار  - 5:35
- من يوم حبيبي فارقت - من كلمات حسين الخزاعي